# 茨维特科·波波维奇
茨维特科·波波维奇（拉丁化：Cvjetko Popović，1896年–1980年6月9日）是波斯尼亚的塞尔维亚人，萨拉热窝事件中的刺客之一。

## 早年生活及萨拉热窝事件
茨维特科·波波维奇出生于波斯尼亚及黑塞哥维那。他和他的朋友瓦索·丘布里洛维奇在他18岁时被达尼洛·伊利奇征募以暗杀弗朗茨·斐迪南大公。
塞尔维亚王国的首相尼古拉·帕希奇在得知暗杀密谋后立刻要求塞尔维亚警察逮捕三人，但三人在警察到来前逃到了波斯尼亚和黑塞哥维那，并与他们的三位同伙（加夫里洛·普林齐普、米斯高·约万诺维奇以及瓦索·丘布里洛维奇的哥哥韦利科·丘布里洛维奇）会和。
1914年6月28日，弗朗茨·斐迪南和霍恩贝格女公爵苏菲被普林齐普射杀。普林齐普和内德利科·查布林诺维奇被在场的警察当场逮捕，并在审讯中供出了剩下的同伙。除穆罕默德·穆罕默德巴希奇设法逃到了塞尔维亚外，所有参与者很快便被奥匈帝国警察逮捕，并被控叛国及谋杀罪。
被捕的参与者均被判有罪，但根据当时的奥匈帝国法律，不得对20岁以下的犯罪者施以死刑，因此内德利科·查布林诺维奇、加夫里洛·普林齐普和特里夫科·格拉贝日被判20年有期徒刑，瓦索·丘布里洛维奇被判16年有期徒刑，茨维特科·波波维奇则被判13年有期徒刑。
波波维奇于1918年11月協約國击败同盟国时被提前释放，仅服刑了4年。

## 晚年生活
一战后，波波维奇成为了一名哲学教授，同时还担任國立波士尼亞與赫塞哥維納博物館的民族志馆的馆长。
1964年6月28日，波波维奇在萨拉热窝参与了一次有关萨拉热窝事件的演讲，但并没有参与城内任何纪念活动。他称如果当时他知道暗杀会导致世界大战，他就不会参加。
1969年6月28日，73岁的波波维奇参与了一次有关当时事件的采访。
1980年6月9日，茨维特科·波波维奇以84岁的高龄于萨拉热窝去世。